# Schweizerhaus (Wien)

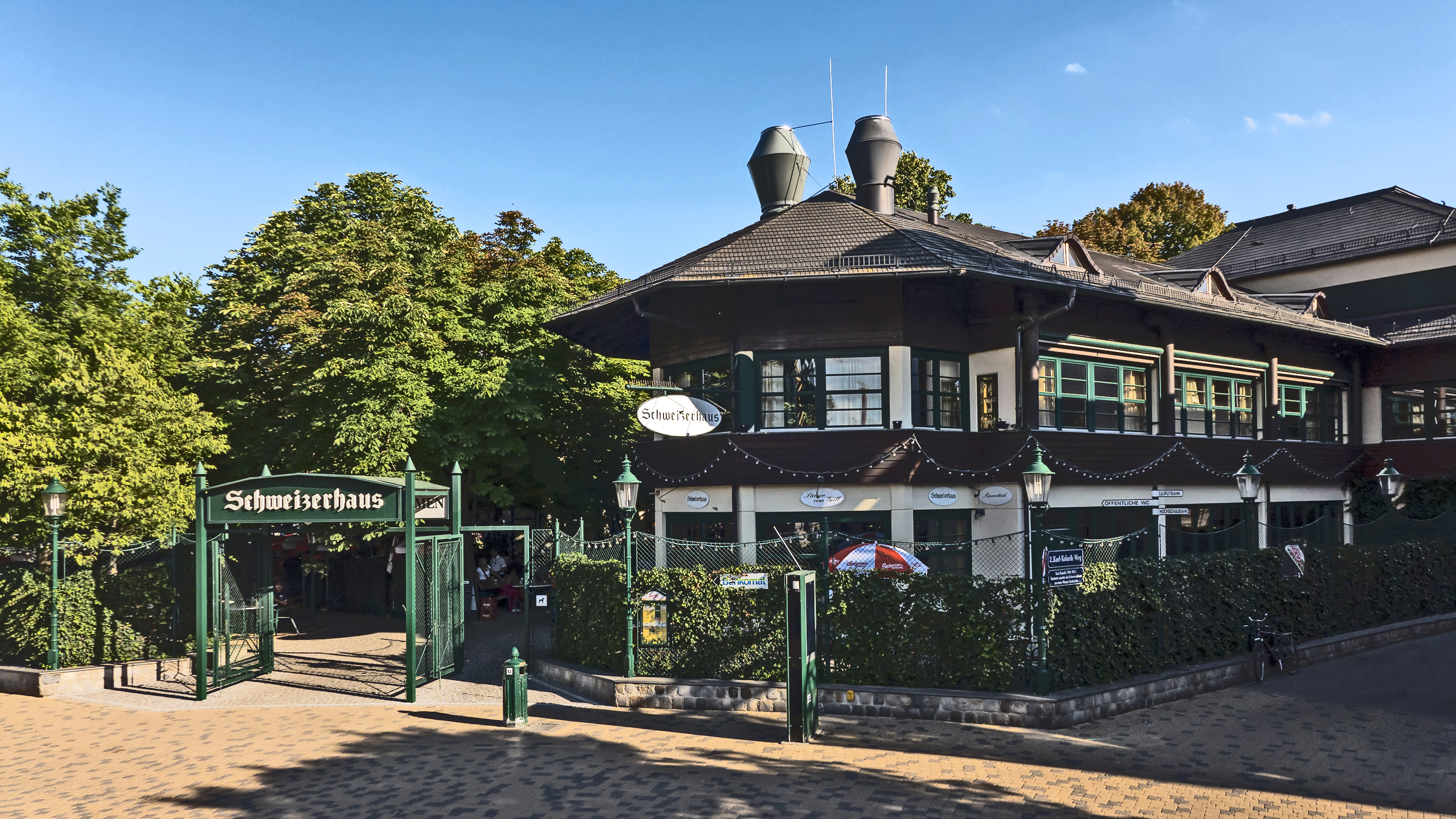
Schweizerhaus

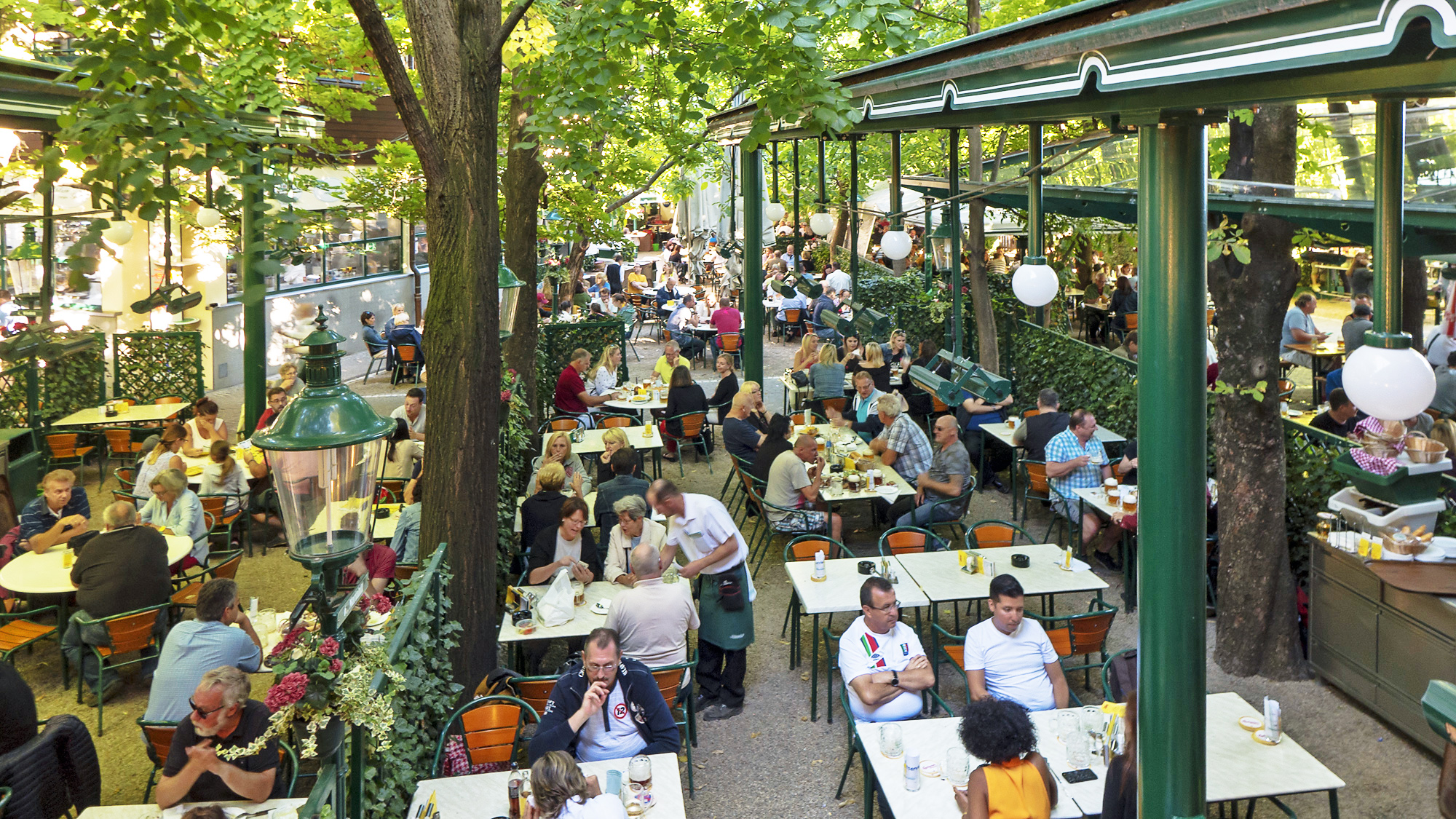
Im Gastgarten

Das Schweizerhaus (Karl Kolariks Schweizerhaus GmbH) ist eine traditionsreiche Wiener Gaststätte, die mit dem Prater untrennbar verbunden ist.

## Geschichtliches
Der Name Schweizerhaus leitet sich von einer 1868 im Prater eröffneten Schweizer Meierei ab. Es soll aber bereits 1766 als Schweizer Hütte im damals noch nicht öffentlichen Prater bestanden haben und 1814 in Zum russischen Kaiser umbenannt worden sein. Auch kann der Wortteil Schweizer im Kompositum Schweizerhaus  auf der für die exponierte Lage und ursprüngliche Verwendung zurückgehende typische Ausführung in Holz bzw. dem Schweizerstil beruhen. Eine andere Theorie bezieht sich auf die im kaiserlichen Jagdgebiet tätigen schweizerischen Jagdhelfer, die dort eine Schutzhütte hatten.
1880 gab es am heutigen Standort (Prater 16) bereits eine Gaststätte, geführt von Boruslav Straßnicky, Vertreter des bürgerlichen Brauhauses in Pilsen. 1883/84 kam der Betrieb zunächst an Gustav Pach, später an die von Gustav und Hermann Pach gegründete Firma Gebrüder Pach, die, saisonal alternierend, im Sommer das Schweizerhaus und im Winter die Restauration des Sofienbades bzw. der Sofiensäle führte(n). Die Gebrüder Pach verkauften den Betrieb 1899 an den Restaurateur Karl Hysam.

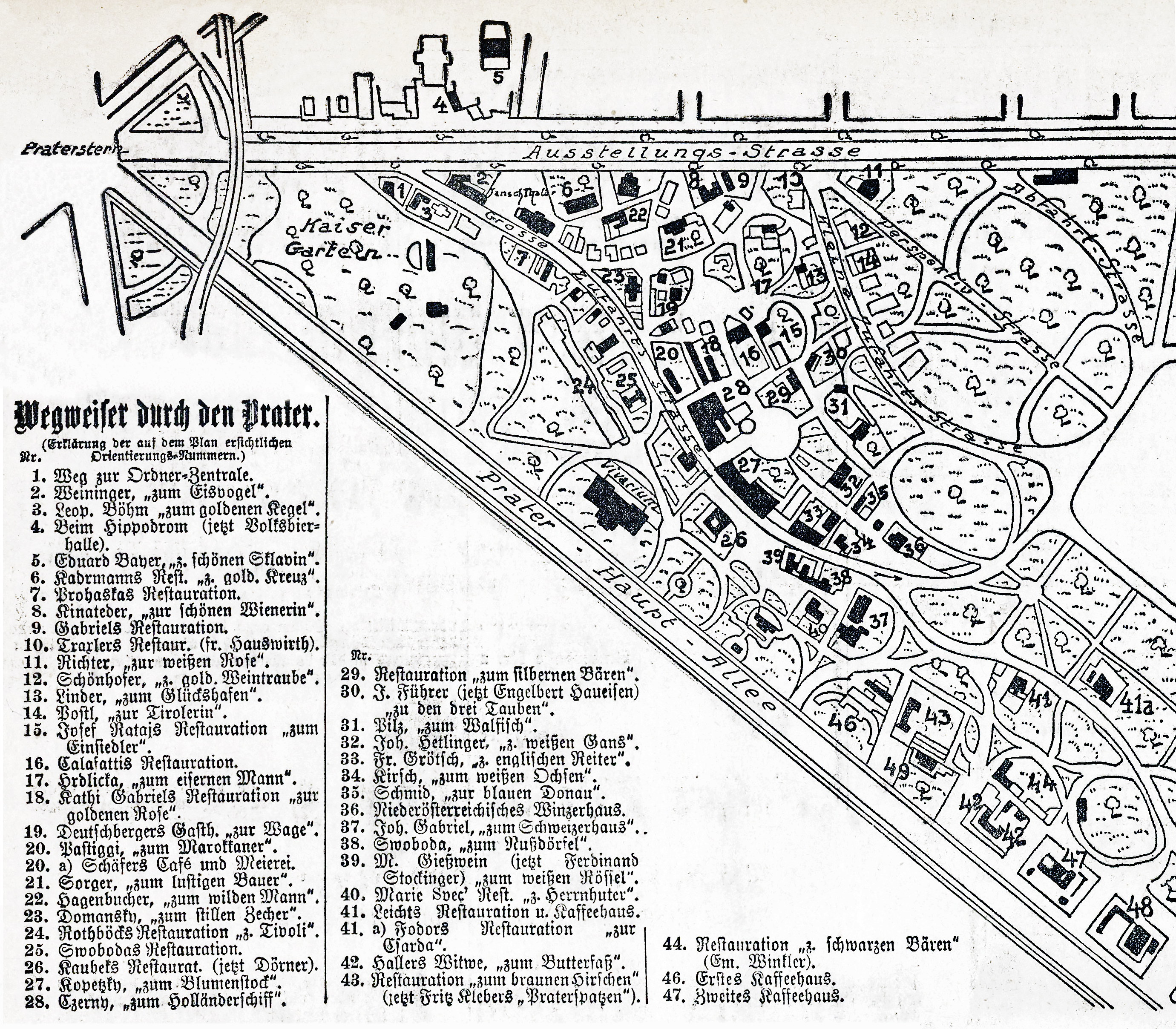
Praterbetriebe zum 1. Mai 1914; Nr. 37: zum Schweizerhaus, Joh(ann) Gabriel

1906/07 war Julius Maly, Inhaber des Hotel Germania (Schwedenplatz 4, Wien-Innere Stadt), Betreiber des Schweizerhauses. 1907 bis 1920 wurde die Gaststätte von Johann Gabriel geführt, wonach sie Karl Kolarik übernahm und zu einem Familienbetrieb machte. Im August 2021 wurde Familie Hanni und Karl Kolarik von Bürgermeister Michael Ludwig mit dem Goldenen Rathausmann ausgezeichnet.

### Brand im Schweizerhaus
In der Nacht vom 10. auf den 11. Juni 2005 war im Schweizerhaus ein Brand ausgebrochen. Ermittlungen der Polizei zufolge handelte es sich um Brandstiftung durch einen unbekannten Täter. Das Motiv blieb unklar, da keine Drohungen oder andere Hinweise hinterlassen wurden.

## Gastgarten

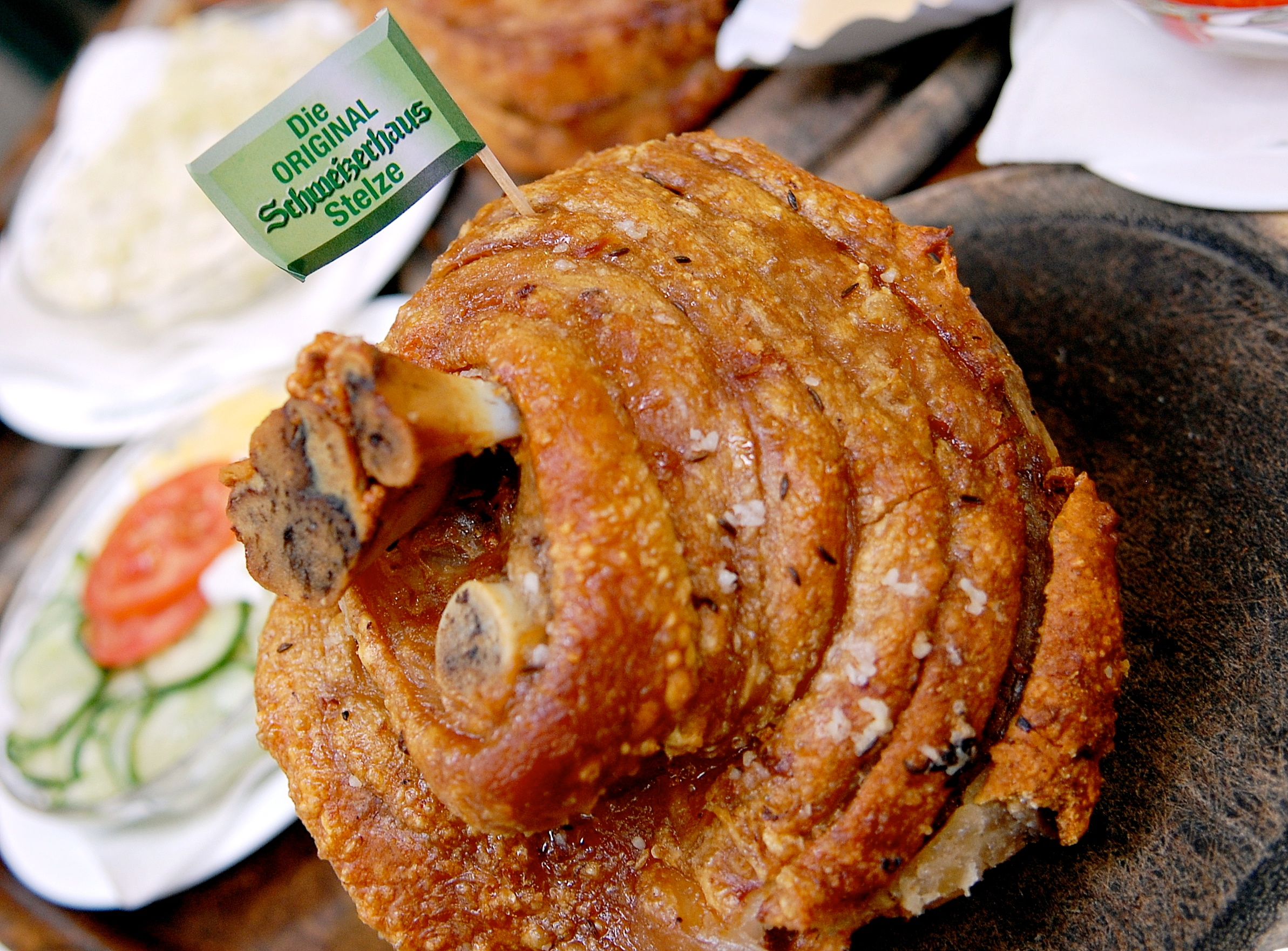
Stelze im Schweizerhaus

Das Lokal verfügt über einen groß angelegten Biergarten, der in kleinere Bereiche unterteilt ist, die nach den Wiener Gemeindebezirken benannt sind. Eine Ausnahme stellt der Bereich bei der Schank selbst dar, dessen Bezeichnung Franz-Josefs-Bahnhof dem gleichnamigen Wiener Bahnhof entlehnt ist, sowie die nach bekannten Wiener Stadtteilen benannten eigenständigen Bereiche Oberlaa und Kaisermühlen. Dieser Aufbau soll vor allem der leichteren Orientierung innerhalb des Areals dienen, doch die verschiedenen geografischen Bezugspunkte sollen auch für das Personal eine gute Hilfe sein.
Neben klassischen Wiener Küchenspezialitäten wie Gulasch oder Schnitzel gelten vor allem die im Schweizerhaus angebotenen Schweinsstelzen sowie die Erdäpfelpuffer als Markenzeichen der Gaststätte.
Eine weitere Besonderheit ist das Budweiser Budvar Bier, das mit weniger CO2 als üblich vom Fass ausgeschenkt wird. Als kalte Beilage gibt es dazu frisch „geradelten“ (in lange, feine Spiralen geschnittenen) Bierrettich. Seit 2009 gibt es eine eigens mit dem Bockbier (Budweiser Super Strong)  hergestellte Schweizerhaus Bierschokolade.
Das Schweizerhaus ist von 15. März bis 31. Oktober geöffnet. Es bietet 2.400 Gästen Platz, davon 650 im Innenbereich und ca. 1.700 im 3.200 Quadratmeter großen Gastgarten. Das Restaurant beschäftigt 125 Mitarbeiter. Der Weg vor dem Lokal heißt seit 1996 nach dem ehemaligen Besitzer Karl-Kolarik-Weg.